# Antoni Gucwiński
Antoni Gucwiński (ur. 24 sierpnia 1932 w Porębie Małej, zm. 8 grudnia 2021 we Wrocławiu) – polski lekarz weterynarii, zootechnik i dziennikarz, doktor nauk weterynaryjnych, dyrektor Ogrodu Zoologicznego we Wrocławiu w latach 1966–2006, twórca programów telewizyjnych popularyzujących przyrodę emitowanych w TVP, m.in. Z kamerą wśród zwierząt, który prowadził wspólnie z żoną Hanną.

## Życiorys
Urodził się 24 sierpnia 1932 w Porębie Małej jako czwarte z pięciorga dzieci. Uczęszczał do II Liceum Ogólnokształcącego w Nowym Sączu, ale po roku w tajemnicy przeniósł się do Technikum Hodowlanego w Nawojowej, kończąc szkołę w Nawojowej w 1950. W 1957 ukończył jako inżynier zootechnikę na krakowskiej Wyższej Szkole Rolniczej i zatrudnił się we wrocławskim zoo na stanowisku badawczym. Od roku 1958 oprócz pracy w zoo studiował weterynarię na Akademii Rolniczej we Wrocławiu, kończąc ją w 1962 roku. W tymże roku ożenił się z Hanną Gucwińską. W 1966 został dyrektorem Ogrodu Zoologicznego we Wrocławiu i pełnił tę funkcję do końca 2006. Doktoryzował się z tematyki anestezjologii weterynaryjnej w roku 1967. Opublikował przeszło 100 artykułów naukowych i popularnonaukowych oraz 18 książek.
Wraz z żoną tworzył liczne programy telewizyjne o zwierzętach w TVP, m.in. wieloletnią serię (przez 32 lata, od 1971) Z kamerą wśród zwierząt, liczącą ponad 750 odcinków pokazywanych w ogólnopolskim kanale TVP, czy nadawany w regionalnym kanale TVP od 1994 do 2003 – Znajomi z ZOO. W 2003 otrzymał Order Uśmiechu, który odebrał w Świdnicy.
W 1989 bez powodzenia startował w wyborach do Senatu, z ramienia PZPR, w 2004 kandydował do Europarlamentu z listy SLD-UP w okręgu dolnośląsko-opolskim (z ponad 11 tys. głosów zajął drugie miejsce na liście tego ugrupowania i do Europarlamentu nie wszedł), a w 2005 kandydował do Sejmu z listy PSL na Dolnym Śląsku, także bez powodzenia.
W 2001 otrzymał doktorat honoris causa przyznany przez Akademię Rolniczą we Wrocławiu.
Zmarł 8 grudnia 2021 we Wrocławiu.
7 stycznia 2022 został pochowany w Alei Zasłużonych cmentarza Osobowickiego we Wrocławiu.

### Sprawa niedźwiedzia „Mago”
W 2006 fundacja Viva! oskarżyła Gucwińskiego, że jako dyrektor ogrodu zoologicznego w latach 1997–2006 przetrzymywał w kilkumetrowym betonowym bunkrze niedźwiedzia brunatnego Mago, „bez światła, wybiegu i możliwości przebywania w «naturalnych dla niego pozycjach»”. Po odmówieniu przez prokuratorów wszczęcia postępowania fundacja skierowała do sądu subsydiarny akt oskarżenia w tej sprawie. Nie wszyscy powołani w sprawie biegli zgodzili się z opinią oskarżycieli. Sądy obu instancji w pierwszym procesie karnym uznały, że „niedźwiedź rzeczywiście przez dziewięć lat przebywał w złych warunkach, w betonowej klatce, nie można uznać tego za znęcanie. Gucwiński bowiem starał się cały czas poprawić te warunki, m.in. szukając dla Mago miejsca w innym ogrodzie zoologicznym” oraz podzieliły jego argumenty, że „powodem umieszczenia Mago w bunkrze była m.in. konieczność zapewnienia bezpieczeństwa zwiedzającym – niedźwiedź był wyjątkowo duży, a ówczesne zabezpieczenia w ogrodzie nie były wystarczające”, a oddzielenie Mago miało służyć niedopuszczeniu do „kazirodczego rozmnażania się niedźwiedzi, co wcześniej już się zdarzyło”. Wyrokiem Sądu Okręgowego we Wrocławiu z 16 lutego 2009 Gucwiński został uniewinniony. W wyniku złożonej kasacji Sąd Najwyższy wyrokiem z 16 listopada 2009 uchylił wyrok i nakazał ponowne rozpoznanie sprawy. 10 stycznia 2011 Sąd Rejonowy dla Wrocławia-Śródmieście we Wrocławiu orzekł, że Gucwiński jest winny wieloletniego znęcania się nad niedźwiedziem. Sąd odstąpił od wymierzenia kary oskarżonemu, orzekając świadczenie pieniężne w kwocie 1000 zł na rzecz Towarzystwa Opieki nad Zwierzętami.
W opinii ekologów z miesięcznika „Dzikie Życie”, Pawła Kisiela i Radosława Szymczuka medialna nagonka na Antoniego Gucwińskiego w 2006 realizowana przez władze Wrocławia miała podłoże polityczne. Dyrektor i jego żona Hanna Gucwińska związani byli od wielu lat z lewicą, a Wrocław był rządzony po 1989 tylko przez ugrupowania prawicowe. Ich zdaniem sednem konfliktu z władzami Wrocławia były grunty położone blisko wrocławskiego ZOO, należące jeszcze w latach 90. XX w. do klubu sportowego Ślęza Wrocław. Władze Wrocławia, zarówno jeszcze peerelowskie, jak i rządzące po 1989 obiecały przekazać ten teren na potrzeby ZOO – głównie na powiększenie wybiegów dla wielu zwierząt. Jednak pod koniec lat 90. grunty zostały sprzedane prywatnym inwestorom za ułamek ich rzeczywistej wartości. Gucwiński miał przeciwko temu protestować i przez to popadł w niełaskę. Zdaniem autorów artykułu, większość zarzutów dotyczących niehumanitarnego traktowania zwierząt była „wyssana z palca”. Natomiast odnośnie do sprawy Mago dyrektor Gucwiński wielokrotnie czynił bezskuteczne starania o pozyskanie z Urzędu Miasta Wrocław pieniędzy na rozbudowę wybiegu dla niedźwiedzi.
W 2021 reporter Marek Górlikowski wydał książkę – rezultat wywiadów przeprowadzonych z Hanną i Antonim Gucwińskimi . W jego opinii, którą wypracował sobie podczas pracy nad tą książką, trudno przypuszczać, że u podstaw konfliktu z miastem była polityka. Twierdzi on wręcz, że nawet nie szukano pretekstu, by dyrektora usunąć ze stanowiska, bo „on sam się znalazł – poprzez upór Gucwińskich i to, że nie dawali już sobie rady w zoo”.

## Życie prywatne
Syn Stanisława i Zofii. Od 1962 był żonaty z Hanną Gucwińską. Nie mieli dzieci. 

## Publikacje
Lista publikacji popularnonaukowych i popularyzatorskich
- Bunsch J., Gucwińska H., Gucwiński A. Zwierzyniec polski, czyli niespodziewana wyprawa do lasu. Wyd. Europa, 2000, Wrocław.
- Bunsch J., Gucwińska H., Gucwiński A. Ptaki polskie, czyli latać każdy może. Wyd. Europa, 2001 i 2003, Wrocław.
- Gucwińska H., Gucwiński A. Papugi, czyli upierzone małpy. Krajowa Agencja Wydawnicza, 1980, Warszawa.
- Gucwińska H., Gucwiński A. Szympans. Krajowa Agencja Wydawnicza, 1985, Wrocław.
- Gucwińska H., Gucwiński A. Miejski Ogród Zoologiczny we Wrocławiu. Krajowa Agencja Wydawnicza, 1986, Wrocław. Kolejne wydanie: Eko-Graf, 1997.
- Gucwińska H., Gucwiński A. Gibbo. Varsovia, 1988, Warszawa.
- Gucwińska H., Gucwiński A. Zwierzęta nocy. Iskry, 1990, Warszawa.
- Gucwińska H., Gucwiński A. Zwierzęta w naszym domu: tajemnice zwierząt. Wydawnictwo Dolnośląskie, 1994., wyd. II, Wrocław.
- Gucwińska H., Gucwiński A. Zoologischer Garten Wrocław. Eko-Graf, 1997, Warszawa.
- Gucwińska H., Gucwiński A. Wrocław Zoological Garden. Eko-Graf, 1997, Warszawa.
- Gucwińska H., Gucwiński A. Niedźwiadek himalajski. Wyd. Wacław Bagiński, 1997, Wrocław.
- Gucwińska H., Gucwiński A. Zwierzęta świata. Albatros, 2002, Kraków.
- Gucwińska H., Gucwiński A. Zoologia. T. 1, Ssaki. Cz. 1. Wydawnictwo Albatros, 2003, Kraków.
- Gucwińska H., Gucwiński A. Małpy: od karzełka do olbrzyma. Wydawnictwo Dolnośląskie, 2005, Wrocław.
- Gucwiński A., Strojny W. Znajomi z ZOO. Państwowe Wyd. Rolnicze i Leśne, 1990 1986 1977, Warszawa.

## Filmografia

### Programy telewizyjne
- Z kamerą wśród zwierząt (1971–2001)[2] – współtwórca i prowadzący
- Znajomi z ZOO (1994–2003) – współtwórca, prowadzący

### Filmy przyrodnicze
- Jak rodzą się węże (1984) – scenariusz i reżyseria
- Sarenka (1976) – scenariusz
- Goryle (1976) – scenariusz
- Gniazdo wikłaczka (1976) – scenariusz

### Konsultacja filmowa
- Leśne skrzaty i Kaczorek Feluś (1985) – konsultacja odc. 6
- W klatce (1987)
- Cyrk odjeżdża (1987)
- Pogrzeb lwa (1986)
- Egzekucja w ZOO (1975)

### Film
- Poranek kojota (2001) – reżyser fragmentu filmu przyrodniczego

## Odznaczenia, wyróżnienia i nagrody
- Złoty Ekran: 1974[2], 1986, 1988[20],
- Medal Komisji Edukacji Narodowej 1977[2],
- Nagroda im. B. Winawera 1983,
- Złoty Krzyż Zasługi 1983[2],
- Wiktor (nagroda za osobowość telewizyjną) 1986 i 1988[21],
- Medal Włoskiej Akademii Nauk 1987,
- Medal Konrada Lorenza przyznany w 1993 roku w Wiedniu (za działalność na rzecz edukacji ekologicznej i przyrodniczej),
- Krzyż Oficerski Orderu Odrodzenia Polski 1998[22],
- Gwiazda Telewizji Polskiej 2002,
- Oskar Dziecięcych Serc (za pomoc dla dzieci z chorobą nowotworową) 2002,
- Order Uśmiechu 2003[2].